# In Trance Tour
„In Trance Tour“ е третото концертно турне на германската рок група „Скорпиънс“ то минава през Белгия, Германия и Англия, където изнасят концерт в „денят на лъвовете“ в Кавърн Клъб, Ливърпул (където „Бийтълс“ стават известни), а след това и в най-реномираното място в Лондон – Маркет Клъб.

## Музиканти
- Клаус Майне – вокали
- Рудолф Шенкер – китари
- Улрих Джон Рот – китари
- Руди Ленърс – барабани
- Франсис Буххолц – бас

## Дати
| Дата            | Град       | Държава  | Място               |
| Европа          | Европа     | Европа   | Европа              |
| --------------- | ---------- | -------- | ------------------- |
| 1975            | Ватерло    | Белгия   | Socio-Educatif      |
| 26 април 1975   | Есен       | Германия | Grugahalle          |
| Ноември 1975    | Лондон     | Англия   | London Marquee Club |
| 1976            | Дюселдорф  | Германия | Düsseldorf Festival |
| 26 юни 1976     | Винтербург | Германия |                     |
| 4 декември 1976 | Цвайбрюкен | Германия | Festhalle           |